# Dumbrăvița, Alba
Dumbrăvița este un sat în comuna Ceru-Băcăinți din județul Alba, Transilvania, România.